# Iosif Berdiev
Iosif Berdiev (Asjabad, Turkmenistán, 26 de noviembre de 1924-Kiev, Ucrania, 27 de febrero de 1992) fue un gimnasta artístico soviético, campeón olímpico en Helsinki 1952 en el concurso por equipos.

## Carrera deportiva
En las Olimpiadas de Helsinki 1952 consigue medalla de oro en el concurso por equipos —por delante de Suiza y Finlandia— siendo sus compañeros de equipo: Vladimir Belyakov, Viktor Chukarin, Yevgeny Korolkov, Dmytro Leonkin, Valentin Muratov, Mikhail Perelman y Hrant Shahinyan.